# Podmornice razreda Kalmar
Razred Kalmar (rusko Проект 667БДР Кальмар, Projekt 667BDR Kalmar – užitni ligenj (Loligo vulgaris)) je razred strateških jedrskih podmornic Sovjetske in Ruske vojne mornarice. Oborožene so s sistemom D-9R s 16 medcelinskimi podmorniškimi balističnimi raketami na tekoče gorivo R-29R.
Razred Kalmar je razvil konstruktorski biro Rubin, generalni konstruktor pa je bil Sergej Nikitič Kovaljov.

## Zgodovina
Dvostopenjska podmorniška balistična raketa na tekoče gorivo R-29R predstavlja nadaljnji razvoj rakete R-29, od katere se razlikuje po prisotnosti deljivih bojnih glav s konicami samostojnega usmerjanja. Rakete so lahko nosile različne kombinacije bojnih glav – eno, tri ali sedem. Rakete so tudi opremljene z nadgrajenim astro-inercialnim vodenjem s satelitsko navigacijo, zaradi česar so imele večjo natančnost (~900 m) in posledično večjo potencialno škodo proti vojaškim tarčam.
Za to raketo je leta 1972 konstruktorski biro Rubin začel razvijati strateške jedrske podmornice projekta 667BDR Kalmar, nadaljnji razvoj projekta 667BD Murena-M. Nadzorni sistem D-9R podmornic je omogočal izstrelitev celotnega tovora raket v eni salvi, kar je bilo prvič v zgodovini Sovjetske vojne mornarice. Podvodno izstrelitev je možno izvesti na globini do 50 m pri hitrosti 6 vozlov.
Podmornice imajo na premcu štiri 533 mm torpedne cevi za torpede 53-65 z zračnim sistemom izstreljevanja, ki omogoča izstrelitev na globini do 250 m.
Na podmornicah je nameščen sonar MGK-400 Rubikon (razen K-424, ki uporablja starejši sistem MGK-100 Kerč), ki je modernizirana različica sonarja MGK-300 Rubin in je bil razvit v Osrednjem znanstveno-raziskovalnem inštitutu Morfizpribor pod vodstvom glavnega konstruktorja Sergeja Mihajloviča Šelehovega (heroj socialističnega dela, red Lenina).
Po letu 1980 je bilo izvedenih sedem transarktičnih medflotskih prehodov (s Severne na Tihooceansko floto) strateških jedrskih podmornic projekta 667BDR. Podmornice so imele velike težave pri prečkanju plitkega Čukotskega morja na območju Wranglovega otoka. Globine tam ne presegajo 50 m. Veliko nevarnost so predstavljala ogromna ledena polja. Prostor med ledenim pokrovom in ladjo pogosto ni presegal 3–4 m pri globini pod gredljem 4–5 m.
17. oktobra 2019 je Rjazan poskušal izstreliti dve raketi R-29R, vendar je ena ostala v cevi.

## Trup
Trup podmornic je podoben kot pri predhodnem razredu Murena-M, le da je podaljšan. Podmornice imajo dvojni trup (zunanji lahki in notranji tlačni) in so razdeljene na deset odsekov. Prečne pregrade med temi odseki so konstruirane za pritisk 40 atmosfer. Tlačni trup je narejen iz jekla AK-29 (debelina 40 mm) in je z vodotesnimi pregradami razdeljen na deset odsekov:
1.: torpedni, 

2.: baterijski in bivalni, 

3.: poveljniška točka, 

4.: prednji raketni, 

5.: zadnji raketni, 

5bis.: bivalni, 

6.: dizelgeneratorski, 

7.: reaktorski, 

8.: prednji turbinski, 

9.: zadnji turbinski, 

10.: elektromotorni, krma.
Pregrade odsekov zdržijo pritisk 10 kp/cm2, pregrade odsekov-zatočišč – 1., 3. in 10., pa pritisk 40 kp/cm2.

## Enote
| Ime                          | Ladjedelnica | Gredelj položen    | Splavljena       | Predana            | Flota        | Status |
| ---------------------------- | ------------ | ------------------ | ---------------- | ------------------ | ------------ | --- |
| K-424                        | Sevmaš       | 30. januar 1974    | 11. februar 1976 | 30. december 1976  | Severna      | Upokojena 28. marca 1995, razrezana 1998                                                                           |
| K-441                        | Sevmaš       | 7. maj 1974        | 25. maj 1976     | 31. oktober 1976   | Tihooceanska | Upokojena 28. marca 1995, razrezana 2000                                                                           |
| K-449                        | Sevmaš       | 19. julij 1974     | 29. julij 1976   | 5. februar 1977    | Tihooceanska | V rezervi od 1996, upokojena 2001, razrezana 2008                                                                  |
| K-455                        | Sevmaš       | 16. oktober 1974   | 16. avgust 1976  | 30. december 1976  | Tihooceanska | V rezervi od 1998–99, upokojena 2000, razrezana 2003                                                               |
| K-490                        | Sevmaš       | 6. marec 1975      | 27. januar 1977  | 30. september 1977 | Tihooceanska | V rezervi od 1998–99, upokojena 2003, razrezana 2006                                                               |
| K-487                        | Sevmaš       | 9. junij 1975      | 4. april 1977    | 27. december 1977  | Severna      | V rezervi od 1998, upokojena 1998, razrezana 1999                                                                  |
| Borisoglebsk                 | Sevmaš       | 23. september 1975 | 13. avgust 1977  | 30. december 1977  | Severna      | Upokojena 9. decembra 2008, razrezana 2010                                                                         |
| Zelenograd                   | Sevmaš       | 29. december 1975  | 26. januar 1978  | 30. november 1978  | Tihooceanska | V rezervi od 2010, upokojena junija 2010, razrezana 2016                                                           |
| Petropavlovsk-Kamčatski      | Sevmaš       | 19. avgust 1976    | 13. januar 1979  | 28. september 1979 | Tihooceanska | Upokojena 19. novembra 2010, razrezana 2021                                                                        |
| Podolsk                      | Sevmaš       | 19. februar 1977   | 30. april 1979   | 27. november 1979  | Tihooceanska | Upokojena 2016, razrezana 2020                                                                                     |
| K-180                        | Sevmaš       | 27. december 1977  | 8. januar 1980   | 25. september 1980 | Tihooceanska | Upokojena 2003, razrezana 2008                                                                                     |
| Svjatoj Georgij Pobjedonosec | Sevmaš       | 24. avgust 1978    | 20. junij 1980   | 15. december 1980  | Tihooceanska | Upokojena 2018, čaka na razrez                                                                                     |
| Orenburg (prej K-129)        | Sevmaš       | 9. april 1979      | 15. april 1981   | 5. november 1981   | Severna      | Predelana v podmornico za posebne namene 1994–2002 (Projekt 09786 – nosilka majhnih podmornic), na remontu od 2021 |
| Rjazan                       | Sevmaš       | 31. januar 1980    | 19. januar 1982  | 17. september 1982 | Tihooceanska | Upokojena |